# والس دو بیتی
بدون سکان (به انگلیسی: Two-Bit Waltz) فیلمی محصول سال ۲۰۱۴ و به کارگردانی کلارا مامت است. در این فیلم بازیگرانی همچون کلارا مامت، جرید گیلمان، ربکا پیدگئون، دیوید پیمر، ویلیام اچ میسی، مت مالوی و مت اولری ایفای نقش کرده‌اند.